# Budownictwo

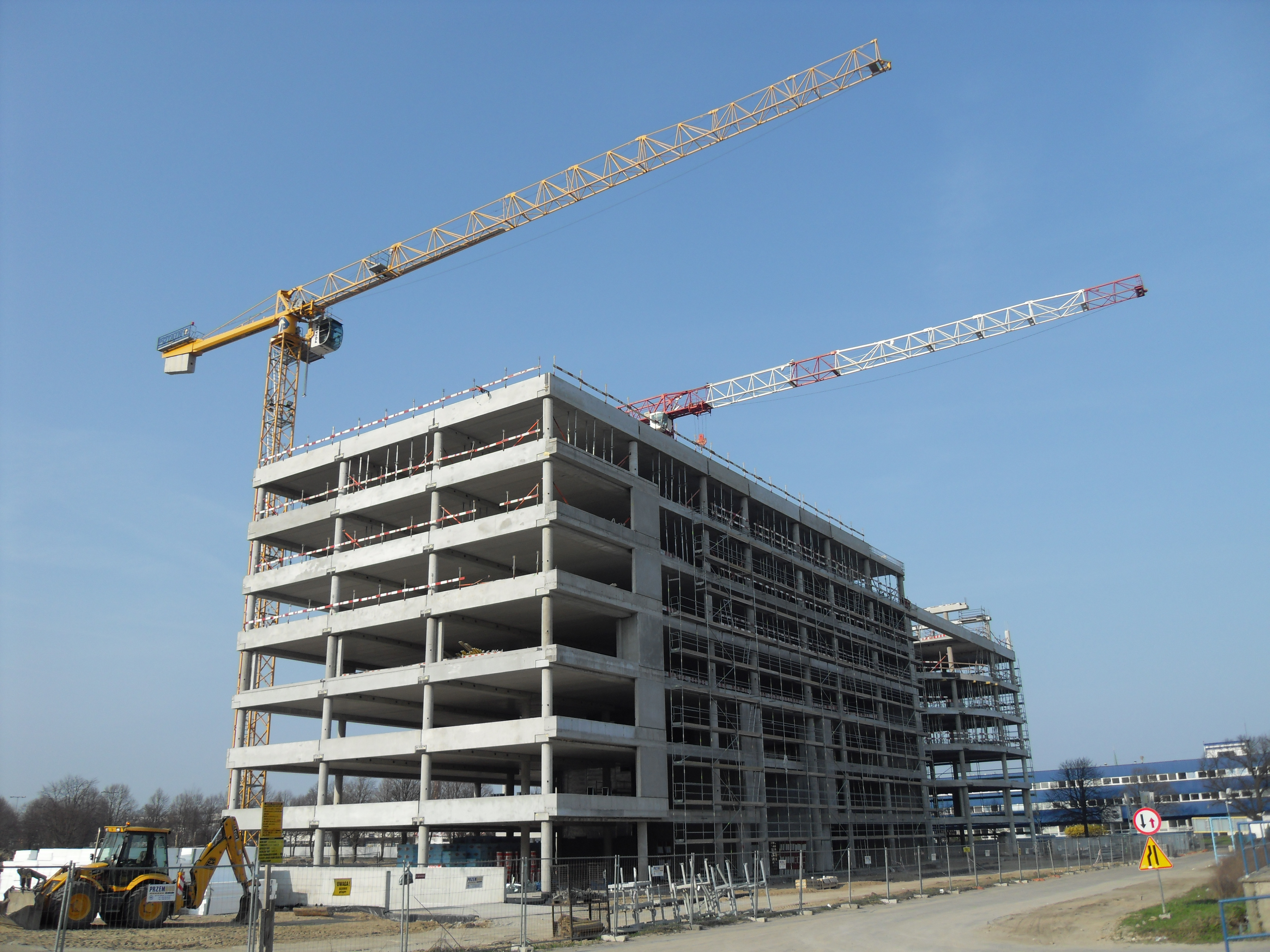
Budownictwo

Budownictwo – dziedzina działalności związanej ze wznoszeniem obiektów budowlanych. Jej podstawą jest wiedza teoretyczna z zakresu inżynierii lądowej. Jest to jednak również gałąź wiedzy praktycznej, techniki stosowanej przy budowaniu.
Głównym zadaniem budownictwa jest wznoszenie nowych obiektów budowlanych. Zajmuje się ono również przebudową, odbudową, modernizacją i konserwacją obiektów już istniejących. Ze względu na umiejscowienie tych obiektów wyróżnia się:
- budownictwo wodne
- budownictwo lądowe

W przypadkach koniecznych budownictwo zajmuje się także rozbiórką obiektów, które nie spełniają wymagań technicznych (np. bezpieczeństwa) albo z innych powodów muszą zostać usunięte z zajmowanej działki (np. wznoszenie innego obiektu na tym samym terenie).